# Baloldali Zöldek
Baloldali Zöldek (hollandul: GroenLinks) egy hollandiai zöld, baloldali szellemiségű párt. A párt 1989-ben alakult meg négy egykori baloldali párt összeolvadása után.

## Története
A párt 1989-ben alakult meg azután, hogy az addig határozottan baloldali, szociáldemokrata Munkáspárt, középre pozicionálta magát és a párt hagyományos baloldali karaktere eljelentéktelenedett. A baloldali szárny a Holland Kommunista Párt egykori tagjai, a Holland Radikális Párt és a Holland Pacifista Szocialista Párt tagjaiból alakult meg, ehhez csatlakozott a baloldali kereszténységet képviselő Evangélikus Néppárt is.

## Ideológia
A párt zöldpolitikát folytat, aminek az alapelvei a következők:
- A Föld védelme, ökoszisztéma védelme és az állatok védelme.
- A Föld minden állampolgára és generációja között a természeti erőforrások fair elosztása.
- Jövedelem igazságos elosztása és egyenlő esély az oktatás, munkához való jutás és ellátás tekintetében.
- Sokszínű társadalom megteremtése, ahol mindenki részt vehet a szabadság megteremtésében.
- A törvény nemzetközi szerepének erősítése, hogy béke teremtődjön és az emberi jogoknak több tisztelete legyen.

A párt ideológiája a keresztény baloldali értékek, kommunista és szocialista eszmék örökösei: a keresztény baloldaliság az Evangélikus Néppárt és a Radikális Párt felől származik, míg a szocialista és kommunista szellemiség a Pacifista Szocialista Párt és a Holland Kommunista Párt felől származik. A pártban a környezetvédelem támogatói és a feministák ugyanúgy megtalálhatóak. A párt ellenzi az atomerőművek létesítését és az atomfegyverek elhelyezését Hollandiában.
A párt Femke Hamsela 2002-2010 közötti pártelnök ideje alatt balliberálisnak vallotta magát. Hamsela a párt fő eszméjének a szabadságot nevezte.  Hamsela - Isaiah Berlin orosz-brit szociológus, politológus nyomán - negatív és pozitív szabadságról is beszélt. Negatív szabadság az, amikor az állampolgárok szabadságát a kormány befolyásolja. Ezt a koncepciót főleg a multikulturalizmus és a jogállamiság esetén alkalmazza, ahol a kormánynak védenie kell az állampolgárok jogait és nem csorbítani. Pozitív szabadság az, amikor az állampolgárok felszabadulnak a diszkrimináció és a szegénység alól. Hamsela ezt az elvet alkalmazza a jóléti állam esetében, amikor álláspontja szerint a kormánynak többet kell tenni ennek biztosítására.

## Választóik
A párt a nagyvárosokban népszerűek, főleg az egyetemi városokban, mint Amszterdam, Utrecht, Wageningen, Nijmegen és Leiden. Ezeken a településeken mint 10% feletti eredményeket ért el a párt. Jellemzően nők szavaznak a pártra, számos meleg és leszbikus is szavaz rájuk. A bevándorlók közül a törökök és marokkóiak szavaznak a pártra. A Baloldali Zöldek szavazói támogatják az eutanáziát, a multikulturális társadalmat, a menedékkérőknek a határ megnyitását és ellenzi az atomerőművek építését.

## Fordítás
- Ez a szócikk részben vagy egészben  a   GroenLinks című angol Wikipédia-szócikk ezen változatának fordításán alapul.  Az eredeti cikk szerkesztőit annak laptörténete sorolja fel. Ez a jelzés csupán a megfogalmazás eredetét és a szerzői jogokat jelzi, nem szolgál a cikkben szereplő információk forrásmegjelöléseként.